# Christian Karl von Byla
Christian Karl von Byla, meist Karl von Byla,  (* 29. Mai 1857 in Uthleben; † 15. April 1933 ebenda) war ein deutscher Verwaltungsjurist. 
Er stammt aus dem Thüringer Uradelsgeschlecht derer von Byla und war der Sohn des Rittergutsbesitzers Karl von Byla (1816–1891) auf Uthleben.
Byla schlug die Verwaltungslaufbahn ein und wurde zum preußischen Geheimen Regierungsrat ernannt. In dieser Position wurde er 1890 Landrat im ostpreußischen Kreis Lötzen und von 1900 bis 1917 Landrat des preußischen Kreises Duderstadt.
Am 25. Juli 1894 heiratete Christian Karl von Byla in Wanzleben Sophie Schaeper. In Göttingen setzte er sich zur Ruhe und starb 1933 auf seinem Guth in Uthleben.